# Sjenožeta
Sjenožeta (cyr. Сјеножета) – wieś w Czarnogórze, w gminie Andrijevica. W 2011 roku liczyła 56 mieszkańców.